# Torny
Torny is een gemeente en plaats in het Zwitserse kanton, en maakt deel uit van het district Glâne.
Torny telt 933 inwoners.